# Ganglios linfáticos axilares
Los ganglios linfáticos axilares o ganglios linfáticos de la axila son los ganglios linfáticos de la axila humana. Entre 20 y 49 en número, drenan los vasos linfáticos de los cuadrantes laterales de la mama, los vasos linfáticos superficiales de las paredes delgadas del pecho y el abdomen por encima del nivel del ombligo, y los vasos de la extremidad superior. Se dividen en varios grupos según su ubicación en la axila. Estos ganglios linfáticos son clínicamente significativos en el cáncer de mama, y las metástasis de la mama a los ganglios linfáticos axilares son tenidos en cuenta en la estadificación de la enfermedad

## Estructura
Los ganglios linfáticos axilares están dispuestos en seis grupos: 
1. Grupo anterior (pectoral): situados a lo largo del borde inferior del pectoral menor detrás del pectoral mayor, estos ganglios reciben vasos linfáticos de los cuadrantes laterales del seno y vasos superficiales de la pared abdominal anterolateral por encima del nivel del ombligo.
2. Grupo posterior (subescapular) : estos ganglios, que se encuentran frente al músculo subescapular, reciben vasos linfáticos superficiales desde la parte posterior, hasta el nivel de las crestas ilíacas.
3. Grupo lateral: situados a lo largo del lado medial de la vena axilar, estos ganglios reciben la mayoría de los vasos linfáticos de la extremidad superior (excepto los vasos superficiales que drenan el lado lateral; ver ganglios infraclaviculares, más abajo).
4. Grupo central: situados en el centro de la axila en la grasa axilar, estos ganglios reciben linfa de los tres grupos anteriores.
5. Grupo infraclavicular (deltopectoral): estos gánglios no son estrictamente axilares porque están ubicados fuera de la axila. Se encuentran en el surco entre los músculos deltoides y el pectoral mayor y reciben vasos linfáticos superficiales desde el lado lateral de la mano, el antebrazo y el brazo.
6. Grupo apical: Situados en el ápice de la axila en el borde lateral de la primera costilla, estos ganglios reciben los vasos linfáticos eferentes de todos los otros ganglios axilares.

Los ganglios apicales drenan en el tronco linfático subclavio. En el lado izquierdo, este tronco drena hacia el conducto torácico; en el lado derecho, drena hacia el conducto linfático derecho. Alternativamente, los troncos linfáticos pueden drenar directamente en una de las venas grandes en la raíz del cuello.

## Cáncer de mama

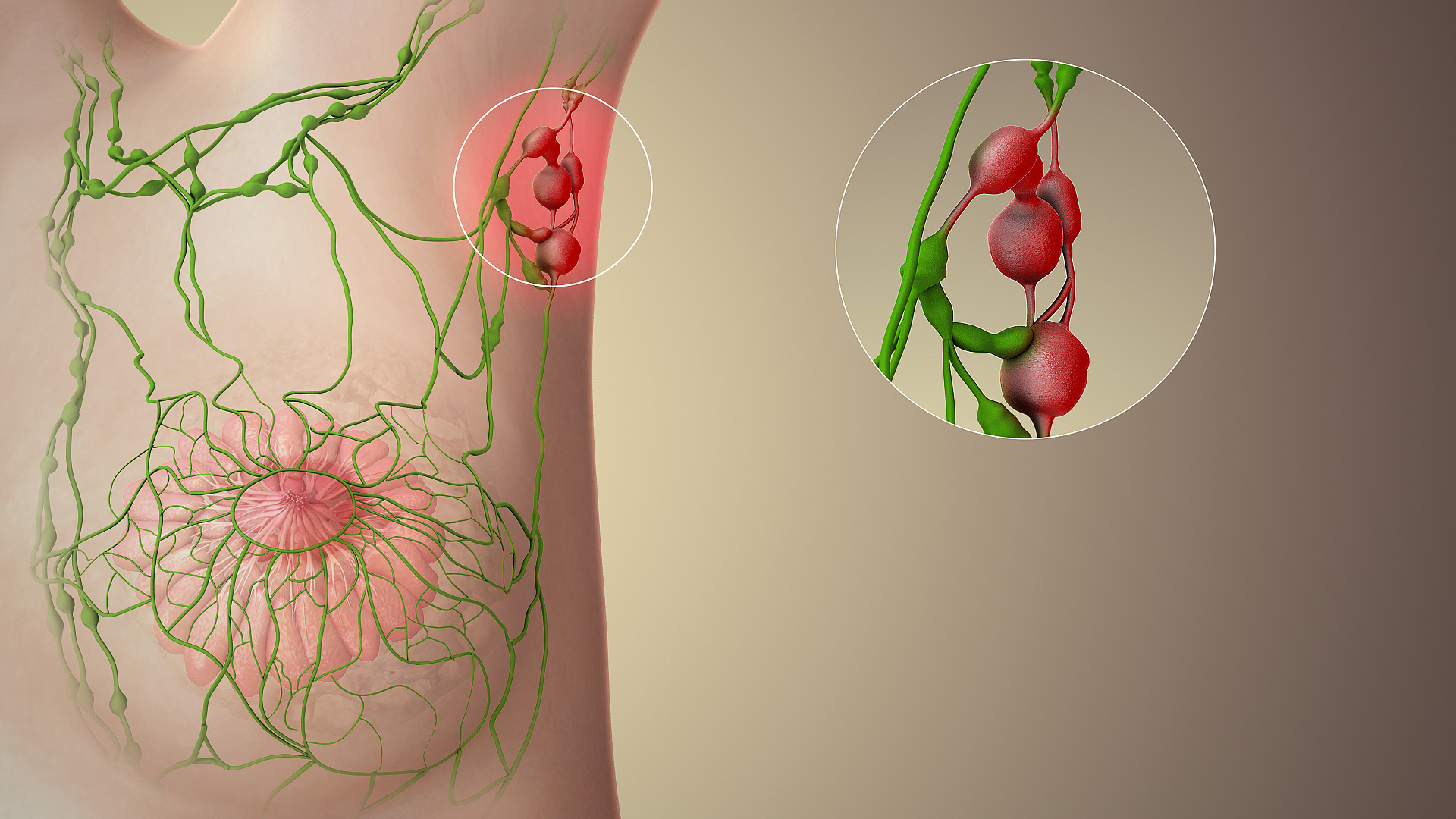
Imagen que ilustra los ganglios linfáticos centinela. Los ganglios linfáticos axilares drenan el 75% de la linfa de los senos y, por lo tanto, pueden inflamarse en el cáncer.

Alrededor del 75% de la linfa de los senos drena hacia los ganglios linfáticos axilares, lo que los hace importantes en el diagnóstico y la estadificación del cáncer de mama. Un médico normalmente remitirá a un paciente a un cirujano para que le haga una disección de los ganglios linfáticos axilares para ver si las células cancerosas han llegado a los ganglios. Para los estadios clínicos I y II del cáncer de mama, la disección de los ganglios linfáticos axilares sólo se debe realizar después de intentar una primera biopsia de los ganglios centinelas.
Si se encuentran células cancerosas en los ganglios, aumenta el riesgo de cáncer de mama metastásico. Otro método para determinar la propagación del cáncer de mama es realizar una biopsia endoscópica del ganglio centinela axilar. Esto implica inyectar un colorante en el bulto del seno y ver a qué ganglio se propagó primero (el ganglio centinela). Este ganglio se extrae y se examina. Si no hay cáncer presente, se asume que el cáncer no se ha extendido a los otros nódulos linfáticos. Este procedimiento suele ser menos invasivo y menos dañino que la disección del ganglio linfático axilar. El riesgo estimado de linfedema después del procedimiento del ganglio linfático centinela es menos del 3%.[cita requerida] El riesgo aproximado de linfedema después de la disección del ganglio linfático axilar es de 10-15% y puede aumentar ligeramente con la adición de la radioterapia y la quimioterapia hasta un 20-25%, dependiendo de la extensión de la disección, la extensión de los campos de radioterapia y los antecedentes de quimioterapia. [cita requerida]
En una tomografía o resonancia magnética, la linfadenopatía axilar puede definirse como nódulos sólidos de más de 1,5 cm sin hilio graso. Los ganglios linfáticos pueden ser normales hasta 3 cm si están formados  en gran parte por grasa.
Los ganglios linfáticos axilares se incluyen dentro de los campos tangenciales estándar en la radioterapia para el cáncer de mama. En el caso de la irradiación ganglionar integral, que incluye los niveles axilares I, II y III, así como un campo de ganglios linfáticos supraclaviculares, existe el riesgo de dañar el plexo braquial. Se estima que el riesgo es inferior al 5%, ya que la tolerancia a la radiación del plexo braquial según (Emami 1991) es de 60 Gy en el fraccionamiento estándar (2 Gy por fracción). Una dosis común prescrita para el cáncer de mama con campos nodales completos sería de 50 Gy en 25 fracciones con un aumento previsto de la cavidad de la tumorectomía en la mama o de la cicatriz en la pared torácica si se trata de una mastectomía. Si se produce una plexopatía braquial, suele ser un efecto tardío y puede no manifestarse hasta 10 o 15 años después, y suele presentarse con una ligera atrofia muscular indolora. 
Las neoplasias malignas en el sistema gastrointestinal, como el cáncer gástrico, pueden metastatizar en el ganglio linfático axilar izquierdo.

## Imágenes adicionales

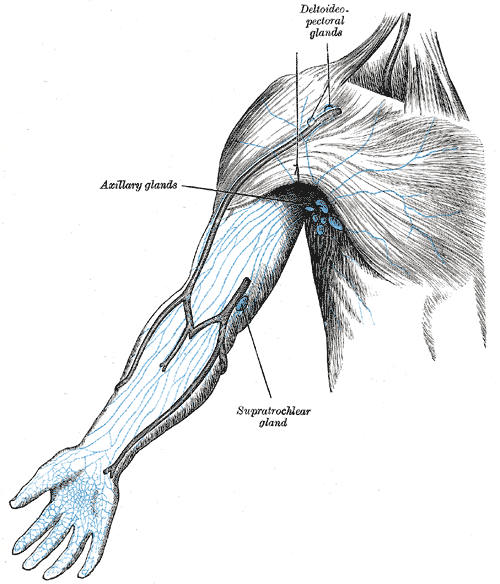
Las glándulas linfáticas superficiales y los vasos linfáticos de la extremidad superior.